# Thuốc phiện
Thuốc phiện (tên khoa học: Lachryma papaveris) hay á phiện, a phiến, nha phiến là mủ khô thu được từ vỏ mầm của cây anh túc hay cây thẩu  Papaver somniferum thuộc họ Anh túc (Papaveraceae).
Khoảng 12% thuốc phiện được tạo thành từ morphin alkaloid có tác dụng giảm đau, được xử lý về mặt hóa học để sản xuất heroin và các loại thuốc phiện tổng hợp khác dùng làm thuốc và buôn bán ma túy bất hợp pháp. Mủ cao su cũng chứa các thuốc phiện codeine và thebaine có liên quan chặt chẽ với nhau, và các alkaloid không gây đau như papaverine và noscapine.
Phương pháp truyền thống, tốn nhiều công sức để lấy mủ là dùng tay cào ("làm trầy vỏ") các vỏ hạt chưa chín; nhựa của hạt rỉ ra ngoài và khô thành cặn dính màu vàng, sau đó được cạo bỏ và khử nước.
Phương thức sản xuất không thay đổi đáng kể từ thời cổ đại. Thông qua việc nhân giống chọn lọc cây Papaver somniferum, hàm lượng phenanthrene alkaloid morphine, codeine và ở mức độ thấp hơn là thebaine đã tăng lên rất nhiều. Thời hiện đại, phần lớn thebaine, thường được dùng làm nguyên liệu thô để tổng hợp oxycodone, hydrocodone, hydromorphone và các loại thuốc phiện bán tổng hợp khác, có nguồn gốc từ từ việc chiết xuất Papaver Orientale hoặc Papaver bracteatum.
Đối với hoạt động buôn bán ma túy bất hợp pháp, morphine được chiết xuất từ nhựa cây thuốc phiện, giúp giảm 88% trọng lượng. Sau đó nó được biến đổi thành heroin mạnh gần gấp đôi, và tăng giá trị theo hệ số tương tự. Trọng lượng và số lượng giảm khiến việc buôn lậu trở nên dễ dàng hơn.

## Lịch sử
Hình ảnh của mầm hoa cây thuốc phiện (anh túc) từ xưa đã được chêm vào các hình tượng tôn thờ, rất lâu trước khi thuốc phiện được tìm ra trong các hạt cây này. Trong phòng triển lãm hình tượng từ nước Assyria tại viện Bảo tàng Thành phố New York, trên hình điêu khắc nổi từ cung điện của Ashurnasirpal II ở Nimrud (870 TCN - 879 TCN), có một vị thần có cánh tay ôm một bó hoa thuốc phiện thân dài.

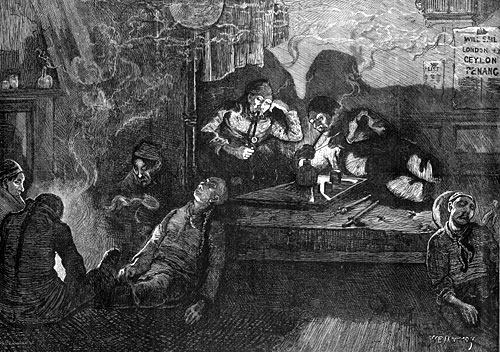
Hình họa các tay nghiện á phiện trong những phòng hút phía Đông Luân Đôn năm 1874

Vào thế kỷ XIX, hoạt động buôn lậu thuốc phiện tới Trung Quốc xuất phát từ Ấn Độ, đặc biệt là hoạt động của người Anh, thuốc phiện hay nha phiến là nguyên nhân chính gây ra các cuộc chiến tranh thuốc phiện hay còn gọi là chiến tranh nha phiến, lần 1 là năm 1839 - năm 1842, lần 2 là năm 1856 - năm 1860, gây ra hậu quả của cuộc chiến này là đế quốc Anh đã chiếm giữ Hồng Kông, được rất nhiều quyền lợi và phí bồi thường từ các thỏa ước mà người Trung Quốc gọi là "sự sỉ nhục thế kỷ".
Không có hạn chế hợp pháp nào về việc nhập hay sử dụng ma túy ở Mỹ cho đến khi sắc lệnh ở San Francisco, bang California ra đời, cấm thuốc phiện trong những lều thuốc phiện vào năm 1875. Luật Phòng chống Ma túy của Mỹ năm 1909 cấm nhập cảng thuốc phiện. Pháp chế quan trọng khác bao gồm Luật Thuế Ma túy năm 1914. Trước thời gian này, các loại thuốc thường chứa thuốc phiện mà không có nhãn cảnh báo. Tổng thống Mỹ William Henry Harrison được chữa trị bằng thuốc phiện vào năm 1841. Ngày nay, có rất nhiều luật quốc gia và quốc tế quản lý việc sản xuất và phân phối chất gây mê. Cụ thể, điều 23 của Công ước quốc tế về các chất gây nghiện yêu cầu các quốc gia sản xuất thuốc phiện chỉ định một cơ quan chính phủ chiếm giữ các vụ mùa thuốc phiện tự nhiên càng sớm càng tốt ngay sau khi thu hoạch chỉ đạo việc bán sỉ và xuất khẩu thông qua cơ quan đó. Việc sử dụng thuốc của thuốc phiện được kiểm soát chặt chẽ trên toàn thế giới và việc sử dụng không vì mục đích chữa bệnh nói chung bị cấm.

## Ứng dụng y học
Thuốc phiện đã là vật dụng chính để giao thương trong nhiều thế kỷ, và từ lâu đã được biết đến như là một loại thuốc giảm đau. Nó nổi tiếng với người Hy Lạp cổ, những người đã đặt tên cho nó là opion, và từ này được la tinh hóa thành từ tiếng Anh cho thuốc phiện (opium).
Nhiều thuốc có bằng sáng chế của thế kỷ XIX dựa trên thuốc phiện (được biết với tên cồn thuốc thuốc phiện, một dạng dung dịch của thuốc phiện trong rượu cồn etylic). Cồn thuốc phiện được kê đơn hiện nay với nhiều lý do, như tiêu chảy nặng, làm thông ruột hồi. Uống dung dịch 10% cồn thuốc phiện (10% thuốc phiện, 90% rượu etylic) trước bữa ăn 30 phút sẽ làm giảm đáng kể tiêu chảy, cho phép ruột hấp thụ chất lưu khi đi ngoài tốt hơn.

## Chế phẩm

### Thuốc phiện cổ truyền
Việc chế biến thuốc phiện cổ truyền thì lấy nhựa cây thẩu phết lên trên một tấm giấy bản rồi đem hong khô. Đó là "thuốc sống". Lấy thuốc sống bóc bỏ giấy, đem dầm vào nước sôi, lọc sạch rồi đun cho đặc lại thì thành "thuốc chín". Đây là dạng thuốc dùng ở Đông Dương vào đầu thế kỷ XX.

### Morphine
Morphine là một alcaloid có hàm lượng cao nhất (10%) trong nhựa khô quả cây thuốc phiện được sử dụng trong y học như một thuốc giảm đau mạnh.

### Heroin
Heroin là một dược chất thuộc dạng opioid nhân tạo được bào chế bằng cách ghép axetyl vào morphin, được sử dụng trong y học tương tự như morphine: chống đau nhức, với sự kiểm soát gắt gao của bệnh viện.

## Sử dụng thuốc phiện

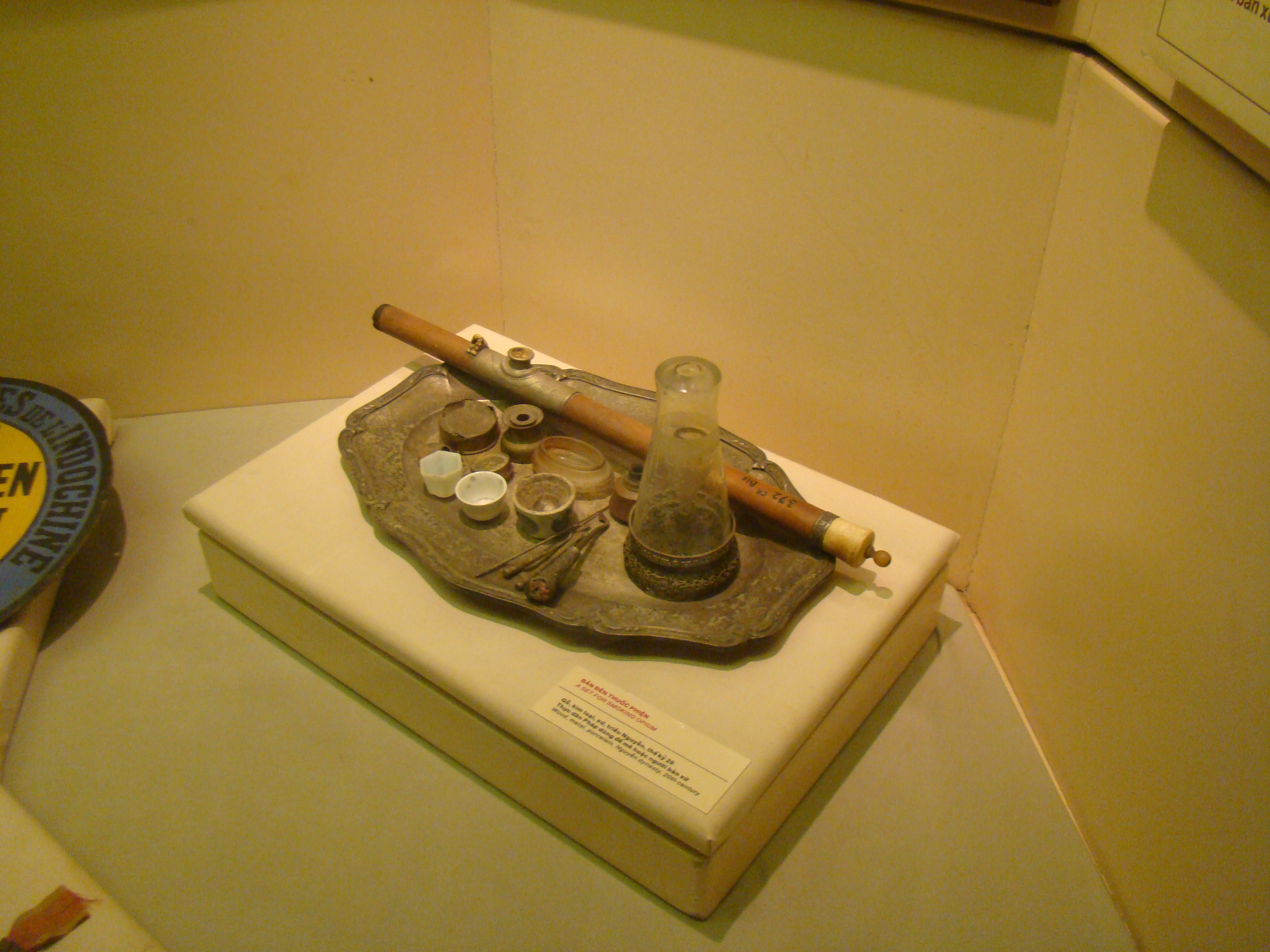
Bàn đèn thuốc phiện- một "sáng chế" kết hợp Đông-Tây do thực dân Anh, Pháp đưa vào Việt Nam, Trung Quốc

"Lời thú tội của một kẻ nghiện hút người Anh" của Thomas De Quincey (Thomas De Quincey's Confessions of an English Opium-Eater) là một trong những miêu tả đầu tiên về việc nghiện thuốc phiện từ quan điểm của một con nghiện trong những năm đầu thập niên 1820. Về sau, việc sử dụng thuốc phiện liên quan đến cộng đồng người Hoa trên toàn thế giới. Và những "căn lều ma túy" trở thành khu vực khét tiếng của nhiều phố Tàu.